# Virtua Fighter
Virtua Fighter (japonês:バーチャファイター) é uma série de jogos eletrônicos de luta criada e desenvolvida pela Sega AM2 e pelos designers Yu Suzuki e Seiichi Ishii. O primeiro Virtua Fighter original foi lançado em outubro de 1993 e recebeu quatro sequências principais e vários spin-offs. O altamente influente, o primeiro Virtua Fighter é amplamente reconhecido como o primeiro jogo de luta 3D já lançado.

## História
A franquia Virtua Fighter é uma das mais brilhantes e bem-sucedidas séries da história do arcade. Criado pelo Yu Suzuki, o jogo elevou o estilo de jogos de luta a um novo patamar nunca visto até então na época; a terceira dimensão e com gráficos ótimos. Inclusive, foi Virtua Fighter que trouxe a inspiração da criação do jogo de luta em 3D Tekken da Bandai Namco. Os jogos da série Virtua Fighter também teve versões para PCs e mobile. Semelhante à maioria dos outros jogos de luta, o sistema de jogo padrão da série Virtua Fighter envolve dois combatentes que precisam vencer dois de três rounds, com cada round tendo 30 segundos de duração ou mais. Os combatentes utilizam vários ataques na tentativa de esgotar o medidor de resistência do outro lutador e causar um nocaute (KO), vencendo um round. Se um personagem for nocauteado (ou cair) do ringue, seu oponente vence a rodada em um Ring Out. Uma rodada extra é necessária se um nocaute duplo (ambos os jogadores se eliminando ao mesmo tempo) ocorrer em uma rodada anterior e a partida estiver empatada em uma rodada cada. Nesta rodada, os jogadores lutam em um pequeno palco onde um golpe é suficiente para nocautear o outro e alcançar a vitória.

## Jogos Publicados
A seguir está uma lista de jogos lançados da série Virtua Fighter:
| Título                             | Plataformas |
| ---------------------------------- | --- |
| Virtua Fighter                     | Arcade (1993), Sega Saturn (1994), Sega 32X (1995)                                                                                      |
| Virtua Fighter 2                   | Arcade (1994), Saturn (1995), Sega Genesis (1996), Windows (1997)                                                                       |
| Virtua Fighter Remix               | Arcade (1995), Saturn (1995), Windows (1996)                                                                                            |
| Virtua Fighter 2.1                 | Arcade (1995), Saturn (1995), Windows (1997), PlayStation 2 (2004), Xbox 360 (2012), PlayStation 3 (2012)                               |
| Virtua Fighter CG Portrait Series  | Saturn (1996) |
| Virtua Fighter Animation           | Game Gear (1996), Master System (1997)                                                                                                  |
| Virtua Fighter Kids                | Arcade (1996), Saturn (1996) |
| Fighters Megamix                   | Saturn (1996) |
| Virtua Fighter 3                   | Arcade (1996) |
| Virtua Fighter 3tb                 | Arcade (1997), Dreamcast (1998) |
| Virtua Fighter 4                   | Arcade (2001), PlayStation 2 (2002) |
| Virtua Fighter 4: Evolution        | Arcade (2002), PlayStation 2 (2003) |
| Virtua Fighter 10th Anniversary    | PlayStation 2 (2003) |
| Virtua Fighter 4: Final Tuned      | Arcade (2004) |
| Virtua Quest                       | GameCube (2004), PlayStation 2 (2004)                                                                                                   |
| Virtua Fighter 5                   | Arcade (2006), PlayStation 3 (2007) |
| Virtua Fighter 5 Online            | Xbox 360 (2007) |
| Virtua Fighter 5 R                 | Arcade (2008) |
| Virtua Fighter 5 Final Showdown    | Arcade (2010), Xbox 360 (2012), PlayStation 3 (2012), PlayStation 4 (2016), Xbox One (2016), Xbox Series X (2020), Xbox Series S (2020) |
| Virtua Fighter: Cool Champ         | Mobile (2011) |
| Virtua Fighter: Fever Combo        | Mobile (2014) |
| Virtua Fighter 5 Ultimate Showdown | Arcade (2021), PlayStation 4 (2021) |
| Virtua Fighter 5 R.E.V.O.          | PC (2025) |